# کرارودجمشیدآباد
کرارودجمشیدآباد، روستایی از توابع بخش مرکزی شهرستان رودبار در استان گیلان ایران است.

## جمعیت
این روستا در دهستان رستم آباد جنوبی قرار دارد و براساس سرشماری مرکز آمار ایران در سال ۱۳۸۵، جمعیت آن ۴۰۱ نفر (۱۱۱خانوار) بوده‌است.